# M (canción)
«M» es el sencillo número 19 de la cantante japonesa Ayumi Hamasaki lanzado oficialmente al mercado el 13 de diciembre del 2000 en Japón. Es una de las canciones más famosas y representativas de la cantante, que en el momento de su debut logró alcanzar el primer lugar de los charts nipones y vender más de 1 319 000 solo en Japón siendo en el año 2002 relanzado en una versión de remezclas absteniendo la versión original, en algunos países de Europa como Alemania y Bulgaria, y también en España en formato de sencillo promocional.

## Significado
El contenido de la canción principalmente se basa en sentimientos de despecho, de soledad, de haber sido herido por la persona que amas, y a pesar de eso, no puedes dejar de amar a esa persona. También se hace mención hacia una tal Maria a la cual la cantante le envía el mensaje, rumores dicen que Ayumi le habla a María Magdalena, mientras que otros afirman que al referirse a Maria se refiere claramente a la Virgen con este nombre. Pero la verdad no tendría mucho sentido dando el hecho de que Ayumi no es cristiana; quizás leyó en algún lado la historia de la virgen o de María Magdalena y se inspiró a escribir su canción.

## Video
El vídeo musical de M transcurre dentro de una solitaria iglesia católica, donde Ayumi canta mientras se aferra a la cruz que cuelga de su cuello. Se abren las puertas y aparece un espíritu, representado por la misma Ayumi vestida de blanco, la representación podría sugerir la aparición de la Virgen María. También salen tomas de afuera de la catedral donde la cantante toca junto a su banda mientras canta mirando al cielo. En general es un video lleno de simbolismos religiosos, en un contexto sencillo y calidad fotográfica. Fue dirigido por Wataru Takeishi.

## Canciones
1. «M»
2. «M» (Dub's Hard Pop Remix)
3. «SEASONS» (Yuta's weather report mix)
4. «M» (nicely nice winter parade remix)
5. «Far away» (Laugh & Peace MIX)
6. «M» (REWIRED MIX)
7. «M» (SMOKERS MIX)
8. «M» (RANK-M Mix)
9. «M» (NEUROTIC EYE'S Mix)
10. «M» (Instrumental)

- Datos: Q2297008